# Retroaktive Interferenz
Retroaktive Interferenz bezeichnet im Gegensatz zur Proaktiven Interferenz die Beeinflussung bzw. Überlagerung von früher Gelerntem durch später Gelerntes. Das Zielverhalten wird durch andere, zeitlich danach erworbene Gedächtnisinhalte beeinflusst. Das störende Material wirkt zeitlich rückwärts gerichtet, also retroaktiv. Voraussetzung ist zum einen, dass sich das Material sehr ähnlich ist, und zum anderen, dass zwischen den Lernphasen keine ausreichende Speicherung stattfinden konnte. 
Beispiel: Man merkt sich die eigene neue Telefonnummer und kann nach einiger Zeit die alte Nummer nicht mehr wiedergeben, obwohl sie Jahre lang benutzt wurde. Oder: wir haben uns eine Wegbeschreibung nach A gemerkt und prägen uns danach den Weg nach B ein. Wenn wir nun nach A kommen wollen, die Wegbeschreibung aber mit dem Weg nach B durcheinanderbringen, liegt retroaktive Interferenz vor.
Dass das Lernen mit Pausen im Vergleich zum Lernen ohne Pausen erfolgreicher ist, wird ursächlich der retroaktiven Interferenz zugesprochen.